# 8141 Nikolaev

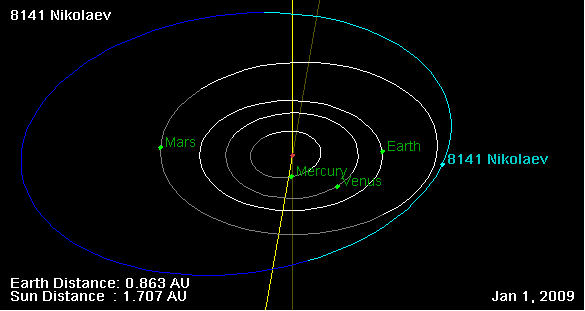

8141 Nikolaev è un asteroide della fascia principale. Scoperto nel 1982, presenta un'orbita caratterizzata da un semiasse maggiore pari a 2,3939736 UA e da un'eccentricità di 0,2888769, inclinata di 7,53420° rispetto all'eclittica.